# TaleWorlds Entertainment
TaleWorlds Entertainment é um estúdio independente desenvolvedor de jogos localizada em Ankara, na Turquia. Taleworlds é uma marca oficial de İkisoft Software Company. Ela desenvolve jogos de computador sobre a marca Taleworlds Entertainment desde 2005. O primeiro jogo da companhia, Mount&Blade, foi terminado em setembro de 2008.
Mount&Blade foi desenvolvido com recursos limitados. Uma versão alpha do jogo foi lançada ao público em 2005 e ganhou rapidamente uma significativa base de fãns entre jogadores. A empresa continuou a trabalhar no jogo, com ajuda da Paradox Interactive para criar uma versão final.

## Jogos criados
- Mount&Blade: atualmente na versão 1.011, primeiro jogo produzido pela empresa.
- Mount & Blade: Warband: Segundo jogo da franquia.
- Mount & Blade: With Fire and Sword: Terceiro jogo lançado da franquia.
- Mount & BladeII Bannerlord: Último jogo lançado da franquia